# 约翰·威廉斯 (1966年)
约翰·山姆·威廉斯（英語：John Sam Williams，1966年10月26日—），美国男子前职业篮球运动员。他曾于1984年当选美国篮球先生。